# Piroaurita
La piroaurita es un mineral de la clase de los minerales carbonatos y nitratos, y dentro de esta pertenece al llamado “grupo de la hidrotalquita”. Fue descubierta en 1865 en cerca del municipio de Filipstad, en la provincia de Värmland (Suecia), siendo nombrada así del griego piro -fuego- y auro -oro-, en alusión al color dorado que adquiere al calentarla a baja temperatura.

## Características químicas
Es un carbonato hidroxilado e hidratado de magnesio y hierro. Como todos los del grupo de la hidrotalquita, son carbonatos hidroxilados e hidratados con aluminio, cromo o hierro. Estructuralmente es el análogo con hierro de la desautelsita (Mg6(Mn3+)2CO3(OH)16·4H2O).
Es dimorfo con la sjögrenita, mineral de igual fórmula química pero que cristaliza en sistema cristalino hexagonal.

## Formación y yacimientos
Aparece en vetas hidrotermales de baja temperatura, en serpentinitas y ofiolitas, así como producto de la alteración autigénica a la intemperie. Puede formarse como producto de la alteración de la iowaíta (Mg6(Fe3+)2(OH)16Cl2·4H2O).
Suele encontrarse asociado a otros minerales como: sjögrenita, calcita, magnesita, aragonito, hidromagnesita, artinita, dolomita, brucita, clinopiroxeno, olivino, talco, flogopita o espinela.